# Huize Tavenier
Huize Tavenier was jarenlang een kraamkliniek van het Diakonessenhuis in Groningen en daarmee het geboortehuis van ca. 27.000 mensen uit stad en provincie Groningen en uit Drenthe. Het pand is een rijksmonument.

## Eerste bewoners
Jacomijna Hooites-Meursing, weduwe van haar neef strokartonfabrikant Roelof Hooites, woonde vanaf 1881 aan de Zuidersingel in Groningen (huidig adres: Ubbo Emmiussingel 23). In 1903 kocht zij een nieuwe kavel aan het Verbindingskanaal en ging op zoek naar een architect om voor haar een huis te bouwen. De Groninger architect A.Th. van Elmpt, die verscheidene jugendstilpanden in de stad had gebouwd, kreeg de opdracht. Hij trok naar Duitsland, Frankrijk en Italië om ideeën op te doen. Van Elmpt kwam terug met tekeningen en ideeën over bouwmaterialen en ontwierp voor haar Villa Vredenrust in jugendstil. In de gevel zijn rode zandstenen panelen aangebracht met motieven en taferelen die verwijzen naar de strokartonindustrie, gemaakt door beeldhouwer Arie van der Lee.
In 1905 betrok de weduwe de villa aan de huidige Ubbo Emmiussingel 110. Ze woonde er niet lang, ze overleed al in 1910, op 66-jarige leeftijd. Ze werd begraven op de Nederlands Hervormde begraafplaats in Hoogezand. De villa ging over op haar broer Anne Hooites Meursing. Annes zoon Wybrandus bewoonde de villa later met zijn gezin. Toen zijn inwonende moeder in 1947 overleed, bood hij niet veel later het huis te koop aan.

## Diaconessenhuis
Villa Vredenrust werd in 1948 gekocht door het bestuur van het Diakonessenhuis die het huis door architect Joh. Prummel liet verbouwen tot de eerste kraamkliniek van Groningen. Hiervoor werden in de kelder een operatiekamer en twee verloskamers gebouwd. Er kwam ook een lift die groot genoeg was voor een hospitaalbed.
In december 1949 werd de nieuwe kliniek geopend. Deze werd Huize Tavenier genoemd, naar besturend zuster Hendriene Geertruida Tavenier, die kort daarvoor met pensioen ging.

In 1981 verhuisde de kraamkliniek naar de Van Ketwich Verschuurlaan, waar in 1965 een nieuw ziekenhuis was gebouwd. Het pand werd aangekocht door AGO verzekeringen en in 1982 en 1983 gerenoveerd. Het is sindsdien door diverse organisaties gebruikt als kantoorruimte. In 2007 werd de GGZ-jeugdinstelling Molendrift in het gebouw gevestigd.

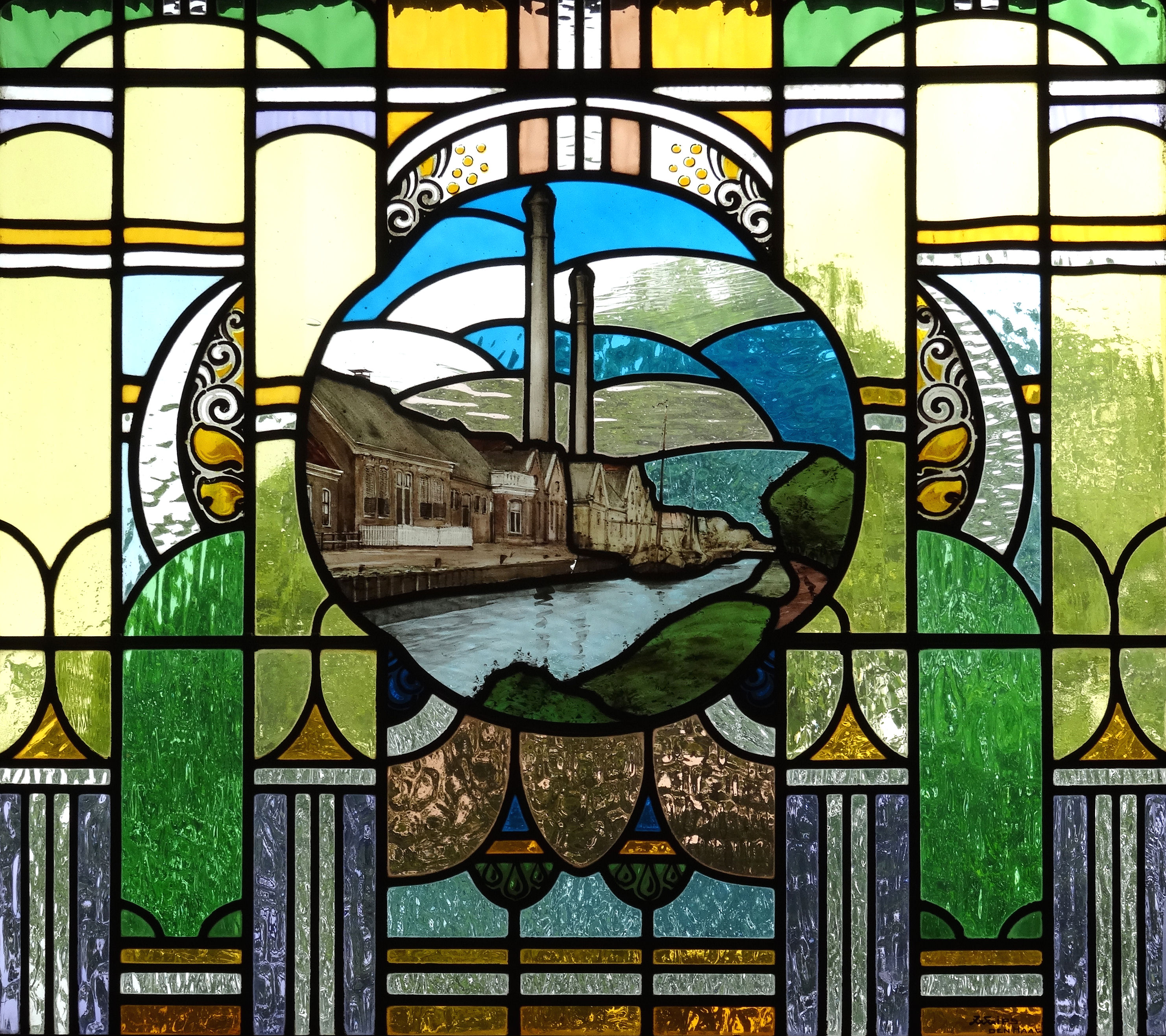
Glas-in-loodraam in de villa, met een afbeelding van de strokartonfabriek Hooites-Beukema aan de huidige Beukemastraat in Hoogezand. Het raam werd ontworpen door Johannes Willem Gips.
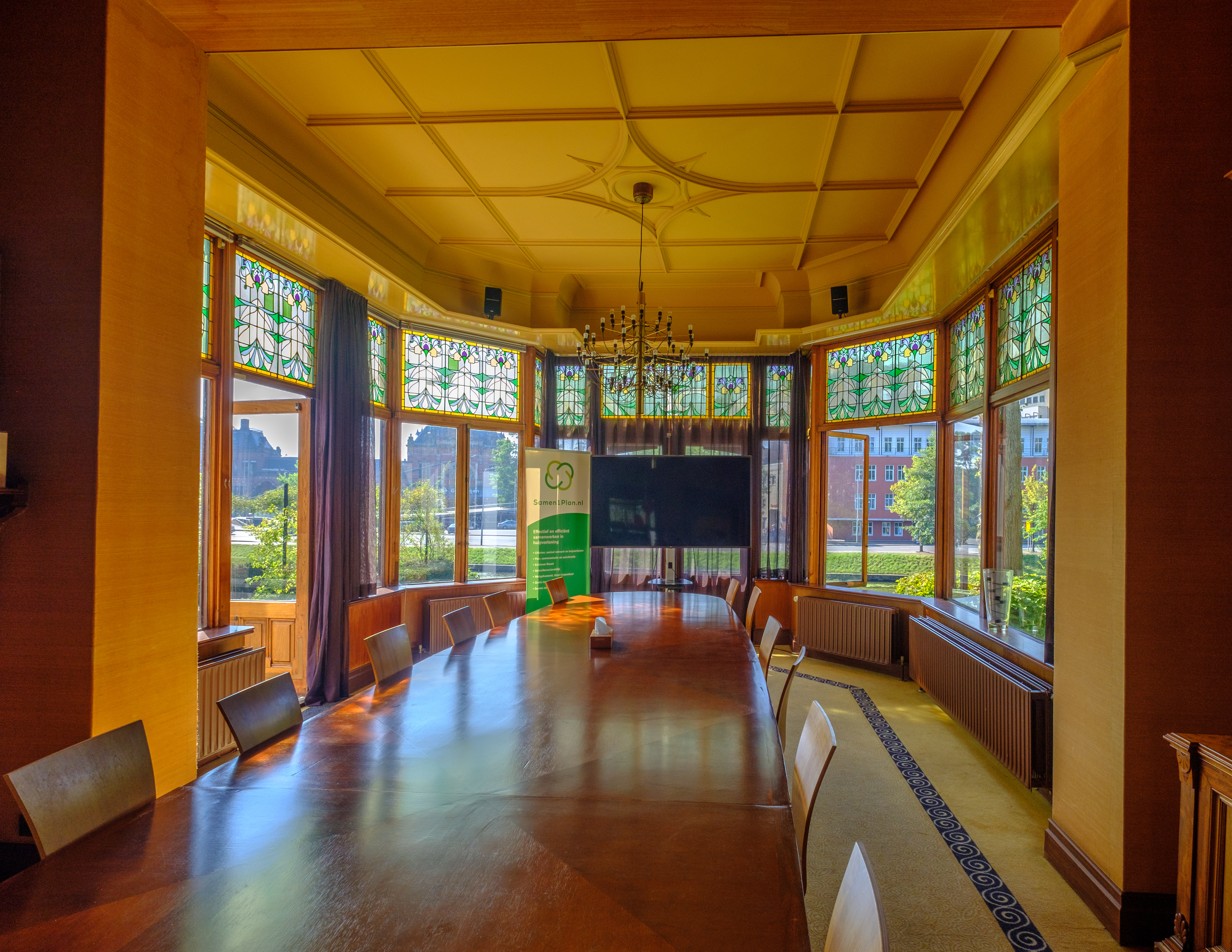
Serre
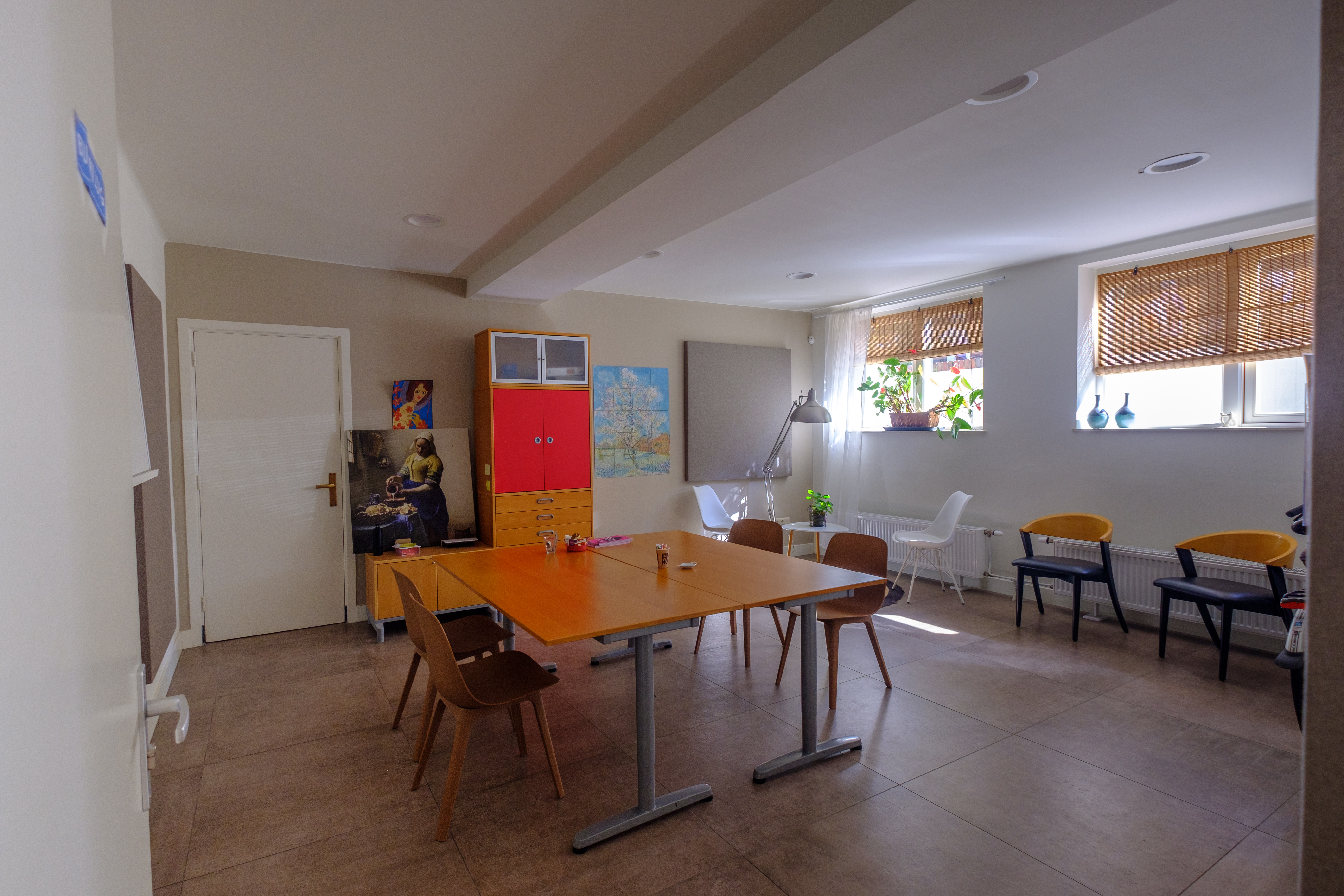
Voormalige operatiekamer
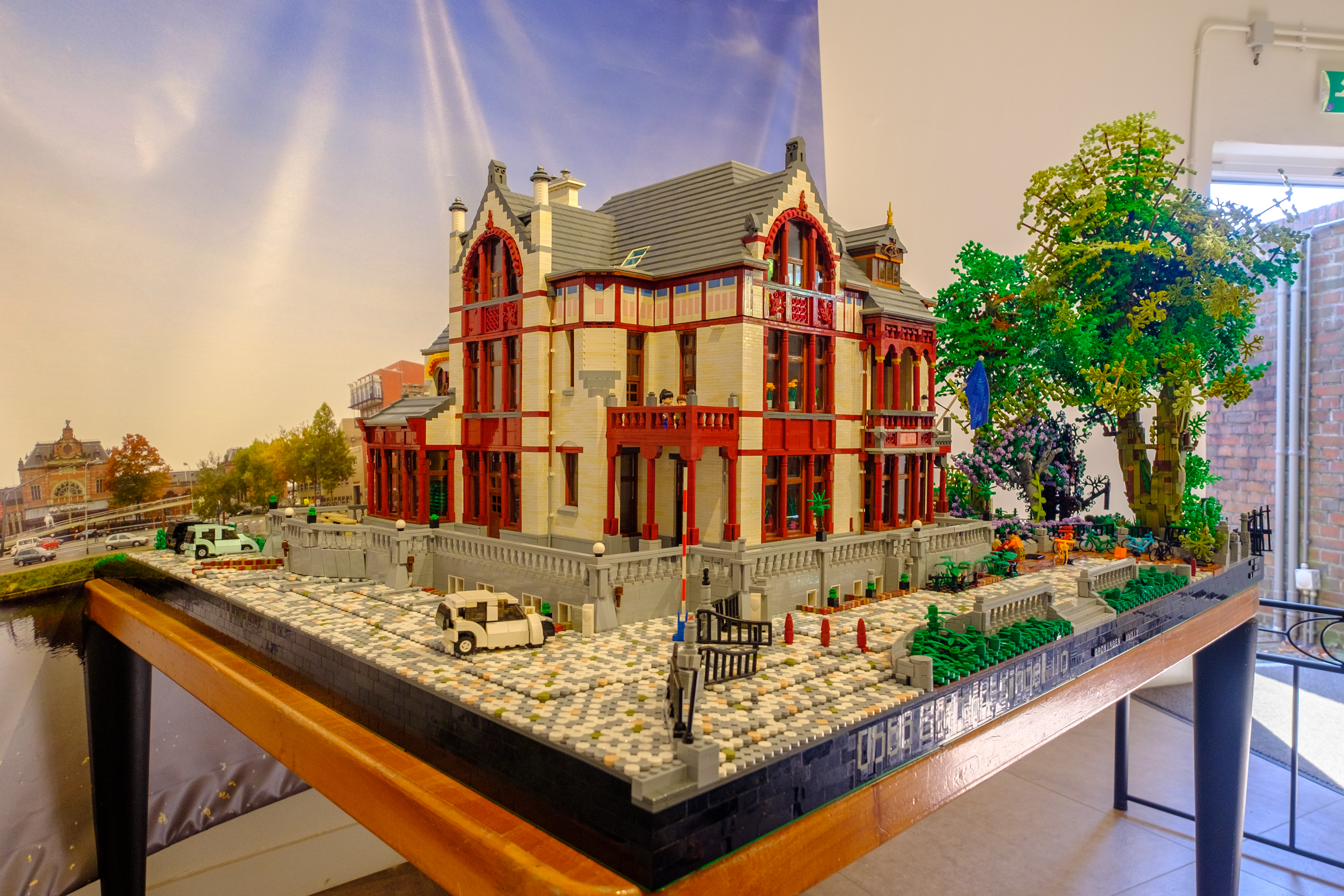
Maquette in het gebouw
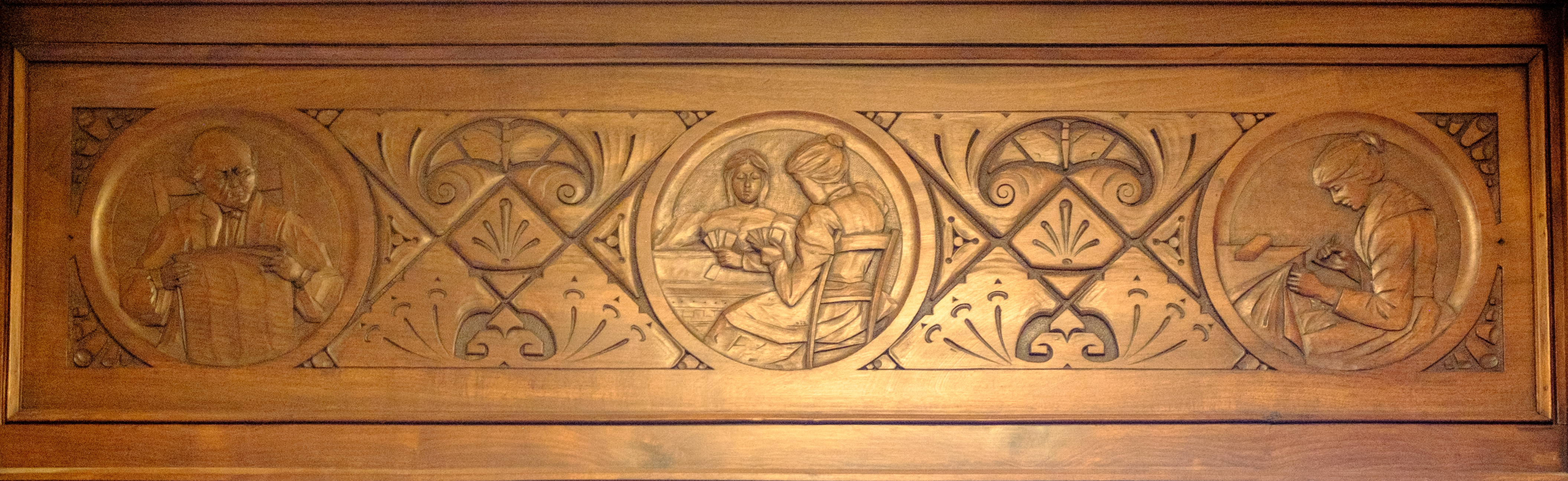
Tegeltableau boven de ingang van een van de vroegere woonruimtes